# Карликові галактики
Ка́рликові гала́ктики — галактики низької світності. Умовною межею вважають світність 108 L☉. Такі галактики складаються з кількох мільярдів зір, але це невелика кількість у порівнянні з Чумацьким Шляхом, який містить 200—400 мільярдів зір. Дуже сильно різняться карликові галактики за поверхневою яскравістю. Якщо звичайні галактики мають середню поверхневу яскравість приблизно рівну яскравості нічного неба, то карликові галактики відрізняються одна від одного за своєю поверхневою яскравістю більш ніж на 10m. 

## Класифікація
Карликові галактики поділяють на чотири типи:
- карликові еліптичні галактики (dE)
- карликові сфероїдальні галактики (dSph)
- карликові неправильні галактики (dIm)
- карликові блакитні компактні галактики (dBC)

В окремий тип запропоновано виділити ультракомпактні карликові галактики (англ. Ultra Compact Dwarf galaxies, UCD), які було виявлено в галактичних скупченнях Діви, Печі, Abell 1689, Волосся Вероніки та ін. Їх вважають ядрами колишніх карликових еліптичних галактики, які були позбавлені газу та зовнішніх зір у припливних взаємодіях, під час руху через осередки щільних скупчень.
Спіральні галактики низької світності (меншої за умовну межу 108 L☉), які мають правильну спіральну структуру, зазвичай не відносять до карликових. Карликовими вважають лише ті невеликі галактики, в яких спіральну структуру частково порушено (галактики магелланового типу).

## Місцеві карлики
У місцевій групі є багато карликових галактик: ці невеликі галактики часто обертаються навколо великих галактик, таких як Чумацький Шлях, галактика Андромеди і галактика Трикутника. супутник Чумацького Шляху — Велика Магелланова Хмара з більш ніж 30 мільярдами зір — іноді класифікується як карликова галактика, у той час як інші вважають її повноцінною галактикою. Висловлено припущення, що деякі карликові галактики утворилися внаслідок припливної взаємодії з Чумацьким Шляхом і галактикою Андромеди. Припливні карликові галактики виникають при зіткненні галактик і їх гравітаційній взаємодії. Потоки галактичної речовини відтягуються від батьківських галактик і гало темної матерії, які оточують їх.
Чумацький Шлях має 14 відомих карликових галактик-супутників, і останні відкриття також привели астрономів до думки, що найбільше кулясте скупчення Чумацького Шляху — ω Центавра — насправді є ядром колишньої карликової галактики, яка колись була захоплена Чумацьким Шляхом, із чорною дірою в центрі.

## Утворення карликових галактик

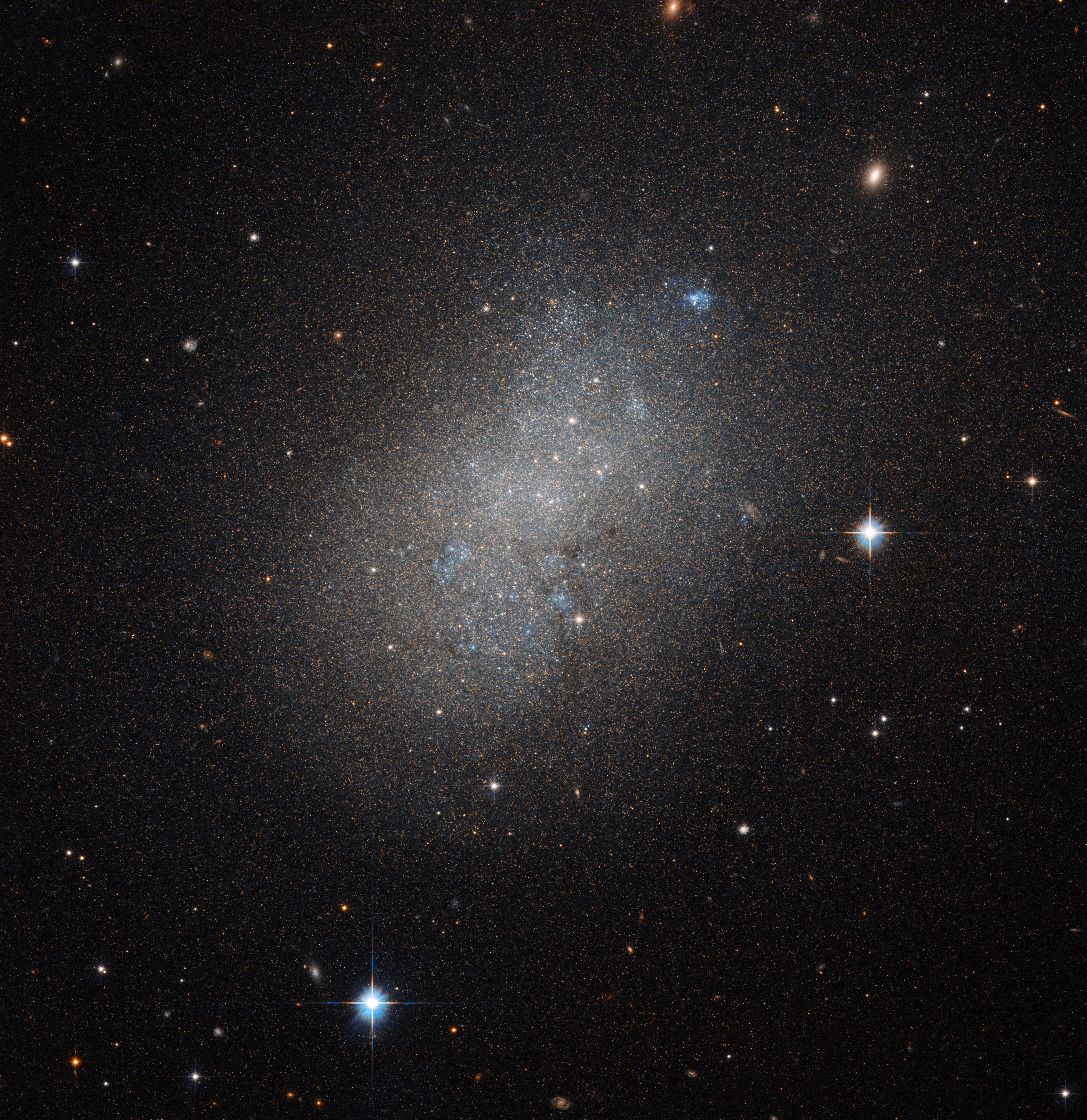
Карликові галактики на зразок NGC 5264 зазвичай мають близько мільярда зірок.

Більшість галактик, включаючи карликові, формується у взаємодії з темною матерією з газів, що містять деяку кількість важких елементів («металів» за астрономічною термінологією). Однак, космічний зонд НАСА Galaxy Evolution Explorer виявив карликові галактики, які формуються з газів, в яких майже відсутні важкі елементи. Ці галактики перебувають у кільці Лева, воднево-гелієвій хмарі поблизу двох масивних галактик в сузір'ї Лева.

## Вік карликових галактик
У серпні 2018 року, група вчених з Даремського університету і Гарвард-Смітсонівського астрофізичного центру знайшла докази того, що тьмяні галактики-супутники Чумацького Шляху є одними з перших у Всесвіті. Як було повідомлено у виданні Naked science, дослідники припускають, що чотири карликові галактики Segue 1, Boötes I, Tucana II і Ursa Major I Dwarf – одні з перших, що сформувалися і їхній вік оцінюється в 13 мільярдів років.
14 серпня 2023 року, в журналі Nature, вчені, які використовують космічний телескоп «Джеймс Вебб», підтвердили, що відкрита в 2022 році далека пляма світла — це ще одна з найбільш ранніх карликових галактик у Всесвіті. Зазначена галактика почала випромінювати теж понад 13 млрд років тому, або приблизно через 390 млн років після Великого вибуху. Знайдений об’єкт отримав назву галактика Мейсі, яка стала однією з найстаріших галактик у Всесвіті, вік яких був підтверджений спектроскопією.

## Відкриття карликових галактик
Якщо не брати до уваги галактики-супутники туманності Андромеди —  M32 і NGC 205 —, які займають проміжне положення між карликовими й нормальними галактиками, перші карликові галактики виявив Гарлоу Шеплі в кінці 1930-х років[джерело?]. Під час огляду неба в околиці Південного полюсу світу на обсерваторії Гарвардського університету в Південній Африці, Шеплі виявив невідоме раніше скупчення у сузір'ї Скульптора, що містило близько 10 тис. зір величиною 18—19,5m. Незабаром було виявлено подібне скупчення в сузір'ї Печі. Після того, як для дослідження цих скупчень задіяли 2,5-метровий телескоп обсерваторії Маунт-Вілсон, у них вдалося знайти цефеїди й визначити відстані до них. Виявилося, що обидва скупчення розташовані поза межами нашої Галактики, тобто, являють собою новий тип галактик низької поверхневої яскравості. Відкриття карликових галактик стали масовими після того, як у 1950-х роках за допомогою 120-сантиметрової камери Шмідта було виконано Паломарський огляд неба. Виявилося, що карликові галактики — найпоширеніші галактики у Всесвіті[джерело?].